# The Wallop
The Wallop er en amerikansk stumfilm fra 1921 af John Ford.

## Medvirkende
- Harry Carey som John Wesley Pringle
- Mignonne Golden som Stella Vorhis
- William Steele som Christopher Foy
- Charles Le Moyne som Matt Lisner
- Joe Harris som Barela
- C. E. Anderson som Applegate
- J. Farrell MacDonald som Neuces River
- Mark Fenton som Major Vorhis